# Midge Ure
Midge Ure, pseudonimo di James Ure (Cambuslang, 10 ottobre 1953), è un chitarrista, tastierista e cantautore scozzese di origini olandesi.
È noto per essere stato il chitarrista e tastierista, oltre che direttore musicale, cantante e principale compositore, degli Ultravox dal 1979 al 1987, e con simili mansioni, dei Visage dal 1978 al 1981. Ha creato e portato avanti il supergruppo Band Aid nel 1984 collaborando con Bob Geldof, esponente irlandese del post-punk, progetto a scopo benefico che culmina nel mega-concerto del 1985 LiveAid. 

## Biografia
Ha cominciato la sua carriera nel gruppo Slik, suonando la chitarra. Dopo aver partecipato a questo progetto, è diventato membro di altri gruppi musicali: i Thin Lizzy in alcune serie di concerti, i Visage, da lui fondati insieme a Steve Strange e Billy Currie (con i quali scrisse l'hit-single Fade to Grey) ottenendo sempre un buon successo nel Regno Unito. Nel 1975, mentre militava negli Slik, Malcolm McLaren gli offrì il ruolo di cantante solista nei Sex Pistols, durante la fase di progettazione della band punk, ma Ure rifiutò l'offerta.
Nel 1980, a seguito dell'abbandono del precedente leader e cantante, John Foxx, entra come cantante e chitarrista negli Ultravox, con i quali comporrà e interpreterà, tra gli altri, brani di grande successo, come: Vienna (n.2 in UK) e le successive Dancing With Tears In My Eyes (n.3 in Uk) e Hymn (Top 20 in Uk). Pubblicherà col gruppo album ("Vienna", "Rage in Eden", "Quartet" e "Lament") di notevole successo. Nel 1984 organizzò insieme a Bob Geldof la manifestazione canora Band Aid, per la quale scrisse anche la canzone Do They Know It's Christmas? che divenne un enorme hit in tutto il mondo.
Rimase negli Ultravox sino al 1986 ("U-Vox" è l'ultimo album di Ure col gruppo), debuttando nel frattempo con un album solista nel 1985, The Gift, che raggiunse il secondo posto nel Regno Unito e da cui furono estratti i singoli di successo If I Was e That Certain Smile.. "If I was" raggiunse il primo posto della classifica dei singoli nel Regno Unito.
Negli anni a seguire compose poi la canzone Yellow Pearl, che riscosse un notevole successo e divenne anche la sigla del programma televisivo Top of the Pops. Dopo lo scioglimento degli Ultravox, mentre gli altri componenti decisero di abbandonare il mondo della musica, Ure proseguì la carriera da solista, che fu segnata da Breathe, canzone del 1996 contenuta nell'omonimo album Breathe che in Italia e in altri paesi Europei è stata scelta, a distanza di due anni, come colonna sonora per uno spot dell'azienda Swatch, permettendo sia al singolo che all'album di avere un notevole successo commerciale, nonostante inizialmente fosse passata inosservata.
Nel 2005, ha organizzato sempre insieme a Bob Geldof la manifestazione Live 8, contro la povertà nel mondo, e per questo motivo fu nominato ufficiale dell'Ordine dell'Impero britannico. Negli ultimi anni ha inoltre ricevuto altre tre onorificenze: è stato nominato Onorevole Dottore delle Arti, Dottore della Musica e nel 2007 ha ricevuto il dottorato onorario all'Università di Paisley. È anche ambasciatore dell'iniziativa Save the Children. Musicalmente, continua a esibirsi dal vivo con canzoni sue e degli Ultravox, mentre nel 2007 è stato pubblicato, solo in Germania, il singolo Personal Heaven, collaborazione con gli X-Perience.
Nel 2008 viene annunciato sul sito ufficiale degli Ultravox la riunione della band britannica avvenuta poi nel 2009, con un relativo tour britannico svoltosi nel mese di aprile come era stato programmato, nella cui formazione vi è proprio Midge Ure e gli altri tre componenti della formazione "degli anni '80" ovvero Billy Currie, Chris Cross e Warren Cann.

## Vita privata
È stato sposato due volte: la prima con l'attrice e scrittrice Annabel Giles, con la quale ha avuto una figlia, Molly, e la seconda con Sheridan Forbes, dalla quale ha avuto tre femmine di nome Kitty, Ruby e Flossie. La prima figlia ha seguito le sue orme, dapprima facendo parte di un gruppo musicale e in seguito iniziando una carriera da solista.

## Discografia

### Album in studio
- 1985 - The Gift
- 1988 - Answers to Nothing
- 1991 - Pure
- 1996 - Breathe
- 2000 - Went to Coney Island (colonna sonora)
- 2001 - Move Me
- 2001 - Little Orphans
- 2006 - Duet - Midge Ure e Troy Donockley
- 2008 - 10
- 2009 - Pure + Breathe
- 2014 - Fragile

### Live
- 1991 - Live in Concert
- 2005 - Re*Live
- 2014 - Breathe Again (album doppio)
- 2014 - Orchestrated

### Raccolte
- 1993 - If I Was: The Very Best Of Midge Ure & Ultravox
- 2000 - No Regrets: The Very Best Of Midge Ure
- 2001 - The Very Best Of Midge Ure & Ultravox

### Singoli
- 1982 - No Regrets
- 1983 - After a Fashion (con Mick Karn)
- 1985 - If I Was
- 1985 - That Certain Smile
- 1986 - Wastelands
- 1986 - Call of the Wild
- 1989 - Answers to Nothing
- 1989 - Dear God
- 1991 - Cold, Cold Heart
- 1991 - I See Hope (In the Morning Light)
- 1996 - Breathe
- 1996 - Guns and Arrows
- 2001 - You Move Me
- 2001 - Beneath a Spielberg Sky